# (4821) Bianucci
(4821) Bianucci est un astéroïde de la ceinture principale.

## Description
(4821) Bianucci est un astéroïde de la ceinture principale. Il fut découvert le 5 mars 1986 à La Silla par Giovanni de Sanctis ou Walter Ferreri. Il présente une orbite caractérisée par un demi-grand axe de 3,14 UA, une excentricité de 0,16 et une inclinaison de 1,2° par rapport à l'écliptique.

## Compléments